# Sporobolus angustifolius
Sporobolus angustifolius är en gräsart som beskrevs av Achille Richard. Sporobolus angustifolius ingår i släktet droppgräs, och familjen gräs. Inga underarter finns listade i Catalogue of Life.